# Švyturys-utenos alus
ЗАТ Švyturys-Utenos alus — провідне підприємство алкогольної промисловості Литви, до складу якого входять два найбільших в країні пивоварних заводи — Švyturys в Клайпеді та Utenos alus, а також спеціалізовані підрозділи по всій країні.
У 1999 році значна частина акцій провідних пивоварних заводів Литви була придбана данською компанією Carlsberg A/S, яка є четвертою за величиною пивоварною компанією світу. Із 2008 року ЗАТ Švyturys-Utenos alus входить до складу Carlsberg Group.

## Найважливіші факти
- У 1784 році в Клайпеді заснований пивоварний завод Švyturys.[5]
- У 1977 в Утені почав функціонувати пивоварний завод Utenos alus.
- У 1997 концерном Baltic Beverages Holding, які перебували під управлінням фінської компанії Hartwall і норвезької компанії Orkla, було придбано контрольний пакет акцій пивоварного заводу Utenos alus. До того часу концерн BBH вже володів пивоварним заводом Kalnapilis у Паневежисі.
- У 1999 компанією Carlsberg A/S було придбано 95 % акцій АТ Švyturys.[6]
- У 2000 році компанія Carlsberg A/S об'єдналася з норвезькою компанією Orkla й таким чином отримала контроль над трьома найбільшими пивоварними заводами Литви — Švyturys, Kalnapilis і Utenos alus.
- У 2001 році за вказівкою Литовської ради з питань конкуренції концерн BBH продав Kalnapilis данському підприємству Danish Brewery Group (нині — The Royal Unibrew).
- У 2001 році концерн BBH об'єднав Švyturys і Utenos alus і створив нову компанію — АТ Švyturys-Utenos alus.[5]
- У 2003 році АТ Švyturys-Utenos alus було реорганізовано в ЗАТ Švyturys-Utenos alus.[7]
- На підставі досліджень, проведених AC Nielsen у 2004 році, Švyturys і Utenos alus були найбільш сильними і такими, що стали предметом гордості серед національних товарних знаків в області пивоварної промисловості.
- У 2004 році компанією Švyturys-Utenos alus був підписаний багаторічний договір про підтримку Олімпійського комітету Литви.[8]
- У 2006 році компанія Švyturys-Utenos alus стала членом міжнародного Глобального договору ООН.[9]
- У 2008 році компанією Carlsberg Group була викуплена частина компанії Scottish&Newcastle (Велика Британія) в концерні BBH, у результаті чого Carlsberg Group стала власником контрольного пакета акцій ЗАТ Švyturys-Utenos alus.[10]
- За даними дослідження, проведеного в 2011 році, компанією з вивчення громадської думки Spinter tyrimai (в секторі виробництва продуктів харчування та напоїв) підприємство Švyturys-Utenos alus визнано такою, що має найкращу репутацію.
- Того ж року ЗАТ Švyturys-Utenos alus було обрано молоддю як найпривабливішого роботодавця країни в сфері промислово-виробничого сектору.[11]
- Під час національного нагородження відповідального бізнесу в 2011 році ЗАТ Švyturys-Utenos alus було удостоєно нагороди «Підприємство року по охороні навколишнього середовища» за відмінні результати з економії енергетичних ресурсів і зниження забруднень, а також залучення працівників підприємства й клієнтів у природоохоронні ініціативи.[12]
- За результатами дослідження, проведеного в 2012 році компанією Spinter tyrimai, ЗАТ Švyturys-Utenos alus зайняло друге місце в списку підприємств країни, що володіють найкращою репутацією.

## Продукція
Продукція, яка виробляється ЗАТ Švyturys-Utenos alus: пиво, пивні коктейлі, сидр, алкогольні коктейлі, питна вода, прохолодні напої, квас.
Товарні знаки ЗАТ Švyturys-Utenos alus:
- пиво Švyturys;
- пиво Utenos;
- пиво Carlsberg;
- пиво Blindos;
- пивні коктейлі D-light;
- сидр Kiss;
- сидр Somersby;
- алкогольні коктейлі Zip;
- питна вода Vichy Classique;
- прохолодні напої Vichy Classique Vivafresh;
- прохолодні напої Vichy Classique Vivasport.

## Статистика
У 2013 році ЗАТ Švyturys-Utenos alus виготовив і продав 173,34 млн літрів напоїв.
ЗАТ Švyturys-Utenos alus — лідер в області експорту литовського пива та напоїв, продукція ЗАТ експортувалася більш ніж в 25 країн світу. Обсяг експорту напоїв у 2012 році склав 26 млн літрів. Компанія збільшила свою частку ринку не тільки в пивному секторі, але і на інших ринках напоїв — 2,3 % на ринку питної води (17,2 %) та досягла відмітки у більш ніж 40 % на ринку сидру.
У 2014 році компанія Švyturys-utenos alus збільшила експорт напоїв на 39 % (49,45 млн літрів).